# Amata tricingulata
Amata tricingulata är en fjärilsart som beskrevs av Culot 1909. Amata tricingulata ingår i släktet Amata och familjen björnspinnare. Inga underarter finns listade i Catalogue of Life.